# Known and Unknown: A Memoir
Known and Unknown: A Memoir sind die Memoiren des ehemaligen US-Verteidigungsministers Donald Rumsfeld. Sie erschienen am 8. Februar 2011 in den USA und umfassen 815 Seiten.
Mit dem Titel seiner Memoiren spielt er auf seine sehr bekannt gewordene Pressekonferenz an, auf der er erklärte, dass es „Bekannte Bekannte, aber auch unbekannte Unbekannte gibt“ („There are known knowns ... But there are also unknown unknowns“).
Der Journalist und Oscar-Preisträger Errol Morris hat unter dem Titel The unkown known (dt. Das unbekannte Bekannte) eine Filmreportage über Donald Rumsfeld produziert.

## Inhalt
Rumsfeld rechtfertigt den Irakkrieg mit der Absetzung von Saddam Hussein. Den damaligen deutschen Bundeskanzler Gerhard Schröder und Frankreichs Präsident Jacques Chirac wirft er eine Mitschuld an der Eskalation vor, da sie Hussein den Eindruck vermittelten einen Krieg abwenden zu können. An dem Fehlen der Massenvernichtungswaffen sei der ehemalige CIA-Chef, George Tenet schuld, der falsche Informationen geliefert habe. Mehr Truppen für die Besetzung des Irak 2003–2011 wären sinnvoll gewesen, wurden aber von den hohen Militärs nicht angefordert. Rumsfeld selbst plante laut dem Buch einen schnellen Abzug aus dem Irak. Außenminister Colin Powell und der Gouverneur in Bagdad, Paul Bremer, machten sich für ein längeres Engagement stark. Rumsfeld behauptet auch, dass sich Powell, anders als in den Medien behauptet, in internen Berichten niemals kritisch zu dem Krieg geäußert habe.
Rumsfeld bedauert, dass George W. Bush zwei seiner Rücktrittsgesuche nicht angenommen habe und bezeichnet seine Aussagen zum „alten Europa“ als nicht geschickt. Andererseits hat ihn die Aufregung darum amüsiert.